# Nefertari
Nefertari (occasionalmente anche Nefertari Meritmut; Akhmim, 1295 a.C. – Abu Simbel, febbraio 1255 a.C.) è stata una regina egizia.
Fu "grande sposa reale" di Ramses II detto il Grande, faraone della XIX dinastia. È una delle regine meglio conosciute della storia egizia, nonché una delle più potenti, con un'influenza comparabile a quella di Ahmose Nefertari, Hatshepsut, Tiy, Nefertiti e Cleopatra VII, pur non avendo regnato in modo autonomo. È anche nota l'istruzione eccezionale che le fu impartita: era in grado sia di leggere sia di scrivere, abilità piuttosto rara per l'epoca. Mise le sue conoscenze a servizio della diplomazia, mantenendo una corrispondenza con gli altri sovrani del suo tempo.
La sua raffinatissima tomba, classificata come QV66, è tra le più grandi e spettacolari della Valle delle Regine. Inoltre Ramses fece costruire un tempio per lei nel complesso monumentale di Abu Simbel, il cosiddetto "Tempio minore".
Il suo nome, in geroglifico, è:
|                   |     |   |            |            |
| \| \| \| \| \| \| |     |   |            |            |
|                   |     |   |            |            |
| t · G15           | nfr | i | t · r · Z4 | U7 · t · n |

| t · G15 | nfr | i | t · r · Z4 | U7 · t · n |

|                   |     |   |            |            |
| \| \| \| \| \| \| |     |   |            |            |
|                   |     |   |            |            |
| t · G15           | nfr | i | t · r · Z4 | U7 · t · n |

| t · G15 | nfr | i | t · r · Z4 | U7 · t · n |

nfrt iry mryt n mwt - (Neferetiry Meritenmut), che significa Bella Compagna, Amata da Mut.

## Titoli
Nefertari poté fregiarsi di numerosi titoli, fra cui: "grande di lodi", "dolce d'amore", "signora di grazia", "grande sposa reale", "grande sposa del re-sua amata", "signora delle Due Terre", "signora di Tutte le Terre", "sposa del Forte toro", "sposa del dio", "padrona dell'Alto e Basso Egitto". Inoltre Ramesse la chiamò "Colei per cui il Sole risplende", "il Sole sorgeva per lei".

## Famiglia
Le origini di Nefertari sono sconosciute benché sia molto probabile che appartenesse, per nascita, all'aristocrazia. Presumibilmente fu una discendente del faraone Ay, come ci indica un pomello con iscritto il nome del faraone ritrovato nella tomba della regina. I numerosi decenni intercorsi tra il regno di Ay e quello di Ramesse portano a escludere decisamente che Nefertari potesse essere figlia dell'anziano faraone Ay (morto nel 1319 a.C.) ma, semmai, una nipote o bisnipote. Probabilmente nacque nella città di Akhmim, come testimoniano diverse statue. Il fratello Amonmose ricoprì la carica di sindaco di Tebe.
Nefertari andò in moglie a Ramesse e gli diede figli prima che lui ascendesse al trono (1279 a.C.). Generò almeno quattro principi e due principesse. Amonherkhepshef, il primogenito, fu principe ereditario e comandante delle truppe. Pareheruenemef servì nell'esercito di suo padre. Il principe Meriatum divenne sommo sacerdote di Ra a Eliopoli. Il principe Meryre, quarto maschio, è menzionato sulla facciata del "Tempio minore" di Abu Simbel. Anche le due principesse Meritamon e Henuttaui, figlie di Nefertari, compaiono sulla facciata del tempio.
Altre tre principesse, di nome Baketmut, Nefertari (II) e Nebettaui, sono ritenute possibilmente figlie di Nefertari, per via della loro presenza sulla facciata del Tempio di Abu Simbel, benché non esistano altre prove concrete.

## Biografia
Nefertari fu la più importante delle spose di Ramesse II e, per più di venti anni, fu una delle figure preminenti della politica egizia. Dopo il 20º anno di regno del sovrano (circa 1260 a.C.), la sua influenza diminuì a tal punto che, alcune  immagini che la raffiguravano insieme al sovrano, furono cancellate.
Dal matrimonio con Ramesse II, nacquero almeno due femmine e quattro maschi ma nessuno di questi sopravvisse al padre tanto da ereditarne il trono.
Nefertari morì nel 25º anno di regno di Ramesse, all'età di circa 40 anni, probabilmente ad Abu Simbel e fu seppellita in QV66 nella Valle delle Regine. Il suo posto come "grande sposa reale" fu preso da Isinofret, madre di Merenptah.

## Status sociale
Nefertari fu, insieme alla regina Tiy, la sola grande sposa reale a essere deificata in vita. Ad Abu Simbel, a fianco del suo imponente tempio, Ramesse II fece erigere anche un piccolo tempio dedicato a Hathor e Nefertari.
Il suo altissimo status è confermato dalle pitture che la rappresentano della stessa grandezza del sovrano.
Negli scavi di Ḫattuša, la capitale ittita, sono state rinvenute copie delle lettere, scritte in alfabeto cuneiforme, riportanti la corrispondenza tra Nefertari e la regina Puduheba, moglie del sovrano ittita Hattušili III. Nelle lettere la regina egizia ha il ruolo di elemento di pacificazione tra i due regni.
Un altro indice di rilevanza sociale è rappresentato dagli appellativi con i quali venne denominata la regina: "signora di grazia", "dolce d'amore", "colei per cui splende il sole". Ancora più importante è il titolo di "sovrana di tutte le terre", esatto analogo femminile dell'appellativo "sovrano di tutte le terre" riservato al faraone, che non compare normalmente nella titolatura delle regine.

## I figli
Il grande numero di figli di Ramses II rende, talvolta, difficile associare con sicurezza questi con le relative madri, quindi l'elenco seguente è da ritenersi probabile ma incerto e non esaustivo.
- Principe Amonherkhepshef, principe ereditario, comandante delle truppe[24];
- Principe Pareheruenemef[18];
- Principe Meriatum, primo profeta di Ra a Eliopoli[25];
- Principe Meryre[26];
- Principessa Meritamon, cantatrice di Amon e sacerdotessa di Hathor[19];
- Principessa Henuttaui[22];
- Principessa Nefertari II Tasherit[21];
- Principessa Baketmut[20];
- Principessa Nebettaui[27].

## La tomba QV66 nella Valle delle Regine

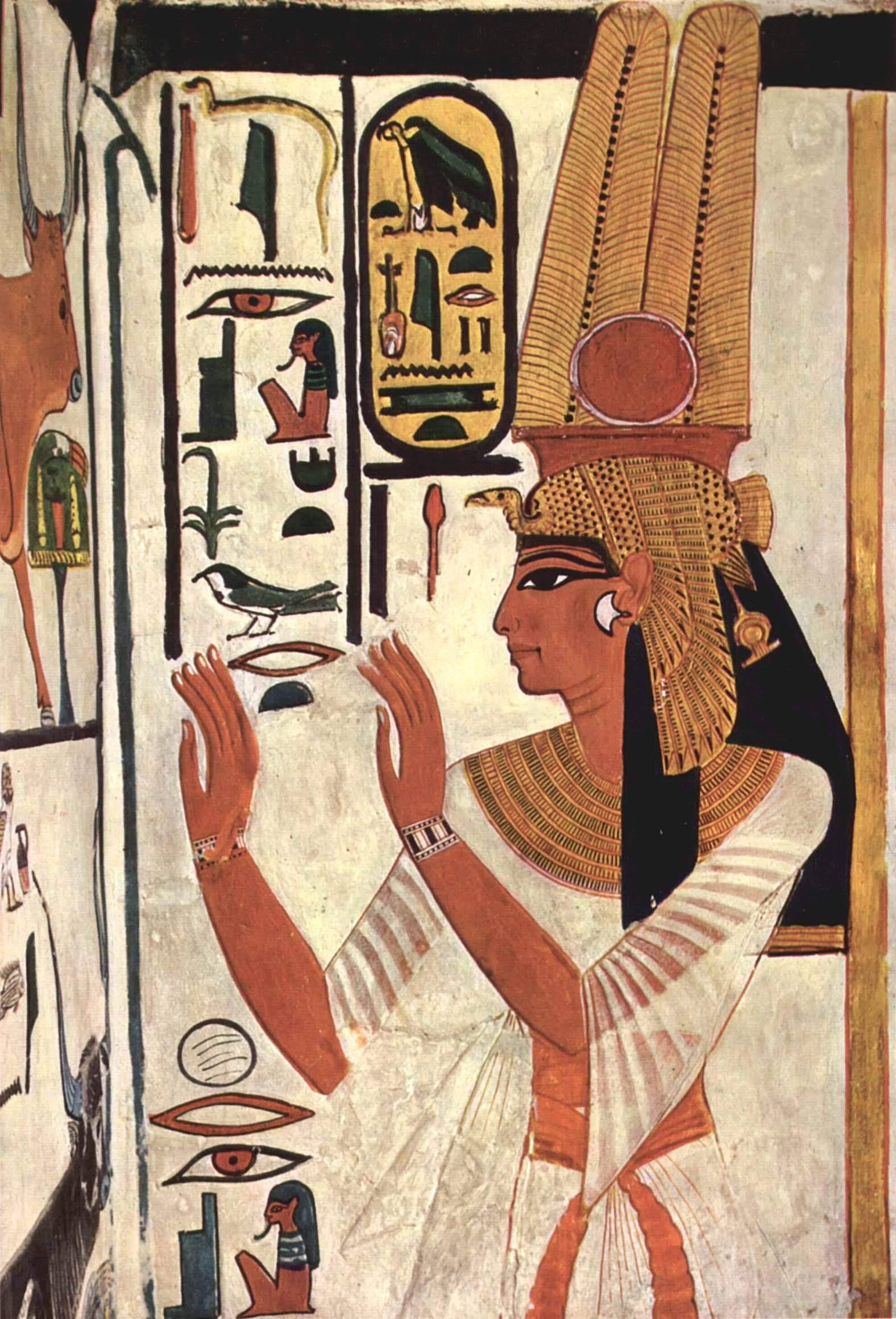
Raffigurazione di Nefertari su una parete della sua tomba, nella Valle delle Regine

Il ciclo pittorico che decora la tomba ipogea QV66 di Nefertari, di ben 520 metri quadrati, è uno dei più completi e significativi del Nuovo Regno, oltre a uno dei massimi traguardi artistici del lungo regno di Ramesse II. L'intero programma iconografico si concentra sul viaggio della regina defunta nell'aldilà: Nefertari compare al cospetto di numerose divinità o è da esse condotta per mano fino al culmine del ciclo pittorico, costituito dalla trasformazione della regina nella mummia di Osiride, sorretta dalle dee Iside e Neith. Essa fu scoperta dall'egittologo italiano Ernesto Schiaparelli; purtroppo fu trovata aperta e deturpata dalle infiltrazioni, inoltre saccheggiata di quasi tutti gli arredi. Schiapparelli trovò solo alcune parti (le gambe) di una mummia femminile, quasi sicuramente quella di Nefertari, oltre a vari materiali provenienti dal processo di mummificazione. La tomba è collocata nel versante settentrionale della Valle delle Regine e presenta una pianta molto articolata. All'interno della tomba furono ritrovati resti del sarcofago in granito rosa e pochi pezzi del corredo funerario: 34 ushabti, un frammento di bracciale d'oro, amuleti, cofanetti di legno dipinti e un paio di semplici sandali in fibra di palma intrecciata.

### Restauro
La tomba venne chiusa negli anni cinquanta del XX secolo a causa dei gravi danni causati dalle infiltrazioni d'acqua e dai cristalli di cloruro di sodio filtrati dal calcare poroso e insinuatisi fra i blocchi di pietra e lo strato di intonaco, che distaccavano le pitture. Solo nel 1986, con l'intervento del Getty Conservation Institute e dell'Egyptian Antiquities Organisation, fu fatto un primo intervento di emergenza sul 20% della tomba. Il restauro più importante durò dal 1988 al 1992 e la tomba fu riaperta al pubblico nel 1995 con severe restrizioni.. Nel 2003 si decise di mantenerla definitivamente chiusa al pubblico, a causa della fragilità dell'apparato decorativo Per decisione delle autorità egiziane nel 2014 venne realizzata per i turisti una copia esatta della tomba, visitabile nella Necropoli di Tebe, costata 700 000 euro.

## I resti a Torino
Nel 2016 un'équipe di archeologi internazionali annuncia di aver individuato, con alto grado di probabilità, alcuni resti mummificati delle gambe della regina presso il Museo Egizio di Torino.

## Nelle opere moderne

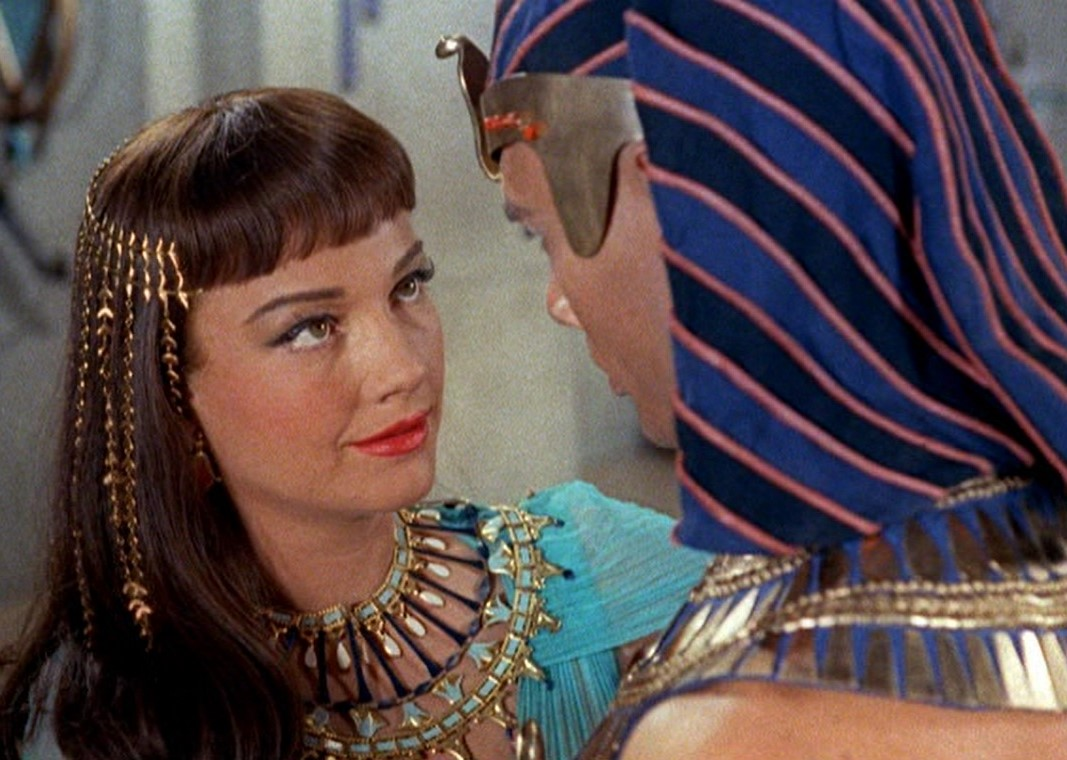
Anne Baxter interpreta Nefertari nel film I dieci comandamenti di Cecil B. DeMille

- Nefertari è stata interpretata al cinema da Anne Baxter nel film I dieci comandamenti di Cecil B. DeMille. È rappresentata come una donna calcolatrice e vendicativa, perdutamente innamorata di Mosè, che però l'ha rifiutata e costretta a sposare l'odiato Ramses.
- Nefertari è uno dei personaggi principali della serie Il grande romanzo di Ramses dello scrittore Christian Jacq, e un personaggio secondario nella serie Il figlio di Ramses dello stesso autore.
- Nefertari è la protagonista e la voce narrante del romanzo La regina eretica della scrittrice Michelle Moran.
- A Nefertari è ispirata, nel film La mummia - Il ritorno, la figura della principessa Nefertiri, precedente incarnazione della protagonista femminile Evelyn Carnahan.